# Elisabeth Ventura
Pour les articles homonymes, voir Ventura.
Elisabeth Ventura est une actrice et autrice française. Très active dans le doublage, elle est la voix française régulière de Emma Stone, Rebecca Hall, Carey Mulligan, Lucy Hale, Brie Larson et Blake Lively, ainsi que Anna Faris et Evan Rachel Wood.

## Biographie
Fille du directeur artistique Claudio Ventura (1940-2021), elle suit les cours de Jean-Laurent Cochet et fait ses premiers pas sur scène avec lui dans Monsieur Vernet, Les Fausses Confidences et La Reine morte. Elle enchaine les rôles sous la direction d'Arnaud Denis dans Les Fourberies de Scapin, Les Revenants et Les Femmes savantes, puis le retrouve dans Le Misanthrope de Michèle André à la Cigale.
Fabian Chappuis la met en scène dans À mon âge je me cache encore pour fumer, Le Cercle de craie caucasien et Andorra au théâtre 13. Elle joue sous la direction de Quentin Defalt dans Les Vibrants au Studio des Champs-Élysées, puis d'Alexis Michalik dans Intra Muros à La Pépinière. Elle joue dans les dernières créations de Johanna Boyé, Les Filles aux mains jaunes, et L'Invention de nos vies.
Sous la direction de Baldine Saint Girons, elle soutient en 2012 une thèse de doctorat en philosophie à l'université Paris-Nanterre sur Le sublime du comédien : pour une esthétique de l'incarnation,, devant Jackie Pigeaud et obtient les félicitations du Jury à l'unanimité.
En 2022 elle co-écrit avec Johanna Boyé La Reine des neiges : l'histoire oubliée pour la Comédie-Française, pièce qui reçoit le Molière du spectacle jeune public en 2023.

## Théâtre

### En tant que comédienne
- 2003 : Harold et Maude de Colin Higgins, mise en scène Jean-Laurent Cochet, théâtre Adyar
- 2003 :  Port Royal d’Henry de Montherlant, mise en scène Jean-Laurent Cochet[6]
- 2004 : Monsieur Vernet de Jules Renard, mise en scène Jean-Laurent Cochet, théâtre 14 Jean-Marie-Serreau
- 2005 : La Faute d'Anne Fabien[7], mise en scène Jean-Claude Robbe, Les Cinq Diamants
- 2006 : La Dispute de Marivaux[6], mise en scène Nicole Gros, théâtre du Nord-Ouest
- 2006 : Les Fourberies de Scapin de Molière[8],[9], mise en scène Arnaud Denis, Lucernaire, Petit-Montparnasse
- 2006 : Les Fausses Confidences de Marivaux, mise en scène Jean-Laurent Cochet, tournée[6]
- 2007 : Les Revenants d'Henrik Ibsen, mise en scène Arnaud Denis, théâtre 13
- 2008 : La Reine morte d’Henry de Montherlant, mise en scène Jean-Laurent Cochet[10], théâtre 14
- 2009-2010 : Les Femmes savantes de Molière, mise en scène Arnaud Denis, Festival d'Anjou, théâtre 14 Jean-Marie Serreau, Petit Théâtre de Paris
- 2012-2016 : À mon âge je me cache encore pour fumer, mise en scène Fabian Chappuis, théâtre 13, La Cartoucherie
- 2013-2014 : Le Misanthrope de Molière, mise en scène Michèle André, La Cigale, Théâtre Actuel Avignon
- 2013 : Le Cercle de craie caucasien de Bertolt Brecht, mise en scène Fabian Chappuis, théâtre 13
- 2016 : Andorra de Max Frisch, mise en scène Fabian Chappuis, théâtre 13
- 2017 : Les Vibrants, d'Aïda Asgharzadeh, mise en scène Quentin Defalt, Studio des Champs-Élysées
- 2018-2019 : Intra Muros d'Alexis Michalik, La Pépinière
- 2019 : Les Filles aux mains jaunes de Michel Bellier, mise en scène Johanna Boyé, Théâtre Actuel Avignon
- 2022 : Les Filles aux mains jaunes de Michel Bellier, mise en scène Johanna Boyé, théâtre Rive gauche
- 2022 : L'Invention de nos vies, de Karine Tuil, adaptation Johanna Boyé et Leslie Menahem, mise en scène Johanna Boyé, théâtre Rive gauche

### En tant qu'autrice
- 2022 : La Reine des neiges : L'Histoire oubliée de Kay et Gerda[5] (co-écriture avec Johanna Boyé), mise en scène Johanna Boyé, adapté du conte d'Hans Christian Andersen, Comédie-Française[11] - Molière du spectacle jeune public 2023

## Filmographie

### Long métrage
- 2017 : La Consolation de Cyril Mennegun

### Court métrage
- 2006 : Un Regard de Trop de Samantha Franz
- 2006 : Troisième Sous-Sol de Jérôme Laan
- 2010 : Tout s'arrête ou tout commence de Émilie Caillet
- 2016 : L'Attente du Retour de Émilie Rault
- 2017 : L'Étui Rouge de Loran Perrin

### Télévision
- 2008 : Duval et Moretti de Dominique Guillo
- 2016 : Contact d'Elsa Bennett et Hippolyte Dard

## Doublage
Note : Les dates inscrites en italique correspondent aux sorties initiales des films dont Elisabeth Ventura a assuré le redoublage ou le doublage tardif.

### Cinéma

#### Films
- Emma Stone dans :
  - SuperGrave (2007) : Jules
  - Marmaduke (2010) : Mazie (voix)
  - Easy Girl (2010) : Olive
  - Sexe entre amis (2011) : Kayla
  - La Couleur des sentiments (2011) : Eugenia « Skeeter » Phelan
  - The Amazing Spider-Man (2012) : Gwen Stacy
  - My Movie Project (2013) : Veronica
  - The Amazing Spider-Man : Le Destin d'un héros (2014) : Gwen Stacy
  - Magic in the Moonlight (2014) : Sophie Baker
  - Birdman (2014) : Sam Thomson
  - L'Homme irrationnel (2015) : Jill Pollard
  - Welcome Back (2015) : Allison Ng
  - La La Land (2016) : Mia
  - La Favorite (2018) : Abigail Masham
  - Cruella (2021) : Estella / Cruella d'Enfer
  - Pauvres Créatures (2023) : Bella Baxter
  - Kinds of Kindness (2024) : Rita / Liz / Emily

- Rebecca Hall dans:
  - Le Prestige (2006) : Sarah Borden
  - Vicky Cristina Barcelona (2008) : Vicky
  - Frost/Nixon : L'Heure de vérité (2008) : Caroline Cushing
  - La Beauté du geste (2010) : Rebecca
  - The Town (2010) : Claire Keesey
  - Closed Circuit (2013) : Claudia Simmons-Howe
  - Transcendance (2014) : Evelyn Caster
  - Le Cadeau (2015) : Robyn Callen
  - Permission (2017) : Anna
  - Holmes et Watson (2018) : Dr Grace Hart
  - La Proie d'une ombre (2021) : Beth
  - Resurrection (2022) : Margaret Walsh

- Carey Mulligan dans :
  - Une éducation (2009) : Jenny Miller
  - Wall Street : L'argent ne dort jamais (2010) : Winnie Gekko
  - Auprès de moi toujours (2010) : Kathy H
  - Shame (2011) : Sissy
  - Loin de la foule déchaînée (2015) : Bathsheba Everdene
  - Les Suffragettes (2015) : Maud
  - Mudbound (2017) : Laura McAllan
  - Wildlife : Une saison ardente (2018) : Jeanette Brinson
  - Promising Young Woman (2020) : Cassandra « Cassie » Thomas
  - She Said (2022) : Megan Twohey
  - Maestro (2023) : Felicia Montealegre
  - Spaceman (2024) : Lenka Procházka

- Brie Larson dans :
  - Greenberg (2010) : Sara
  - 21 Jump Street (2012) : Molly
  - Rampart (2012) : Helen
  - Don Jon (2013) : Monica Martello
  - The Gambler (2014) : Amy Phillips
  - Kong: Skull Island (2017) : Mason Weaver
  - Captain Marvel (2019) : Carol Danvers / Captain Marvel
  - Avengers: Endgame (2019) : Carol Danvers / Captain Marvel
  - La Voie de la justice (2020) : Eva Ansley
  - Shang-Chi et la Légende des Dix Anneaux (2021) : Carol Danvers / Captain Marvel (caméo, scène inter-générique)
  - Fast and Furious 10 (2023) : Tess Petty
  - The Marvels (2023) : Carol Danvers / Captain Marvel

- Blake Lively dans :
  - Quatre filles et un jean 2 (2008) : Bridget Vreeland
  - Green Lantern (2011) : Carol Ferris
  - Savages (2012) : Ophelia « O »
  - Instinct de survie (2016) : Nancy Adams
  - Je ne vois que toi (2016) : Gina
  - L'Ombre d'Emily (2018) : Emily Nelson
  - Le Rythme de la vengeance (2020) : Stephanie Patrick
  - Deadpool et Wolverine (2024) : Wanda Wilson / Lady Deadpool
  - Jamais plus (2024) : Lily Bloom
  - L'Ombre d'Emily 2 (2025) : Emily Nelson / Hope McLanden / Charity McLanden

- Anna Faris dans :
  - Super blonde (2008) : Shelley Darlingson
  - [S]ex list (2011) : Ally Darling
  - The Dictator (2012) : Zoey
  - Mariage à l'anglaise (2013) : Chloé
  - Mon espion 2 : Mission Italie (2024) : Nancy

- Lucy Hale dans  : 
  - Comme Cendrillon : Il était une chanson (2011) : Katie Gibbs
  - Les Potes (2018) : Lily
  - Nightmare Island (2020) : Melanie
  - Célibataire cherche l'amour (2020) : Lucy Neal
  - Puppy Love (en) (2023) : Nicole Matthews

- Rachel McAdams dans :
  - Minuit à Paris (2011) : Inez
  - Un homme très recherché (2014) : Annabel Richter
  - Doctor Strange (2016) : Dr Christine Palmer
  - Doctor Strange in the Multiverse of Madness (2022) : Dr Christine Palmer

- Samara Weaving dans :
  - The Babysitter (2017[12]) : Bee
  - The Babysitter: Killer Queen (2020) : Bee
  - The Valet (en) (2022) : Olivia Allan
  - Chevalier (2022) : Marie-Joséphine

- Mandy Moore dans :
  - Esprit libre (2004) : Anna Foster
  - À la recherche de l'homme parfait (2007) : Milly Wilder
  - Permis de mariage (2007) : Sadie Jones

- Sasha Barrese dans :
  - Very Bad Trip (2009) : Tracy Garner
  - Very Bad Trip 2 (2011) : Tracy Garner
  - Very Bad Trip 3 (2013) : Tracy Garner

- Emily Blunt dans :
  - Des saumons dans le désert (2010) : Harriet Chetwode-Talbot
  - Sicario (2015) : Kate Macer
  - La Fille du train (2016) : Rachel Watson

- Saoirse Ronan dans :
  - Marie Stuart, reine d'Écosse (2018) : Marie Stuart
  - The French Dispatch (2021) : la principale showgirl
  - Coup de théâtre (2022) : l'agent Stalker

- Alexandra Maria Lara dans :
  - La Chute (2004) : Traudl Junge
  - L'Homme sans âge (2007) : Veronica/Laura

- Amber Heard dans :
  - All the Boys Love Mandy Lane (2006) : Mandy Lane
  - 3 Days to Kill (2014) : Vivi Delay

- Danielle Panabaker dans :
  - Mr. Brooks (2007) : Jane Brooks
  - The Ward : L'Hôpital de la terreur (2011) : Sarah

- Briana Evigan dans : 
  - Sexy Dance 2 (2008) : Andie West
  - Sexy Dance 5: All in Vegas (2014) : Andie West

- Ashley Bell dans :
  - Le Dernier Exorcisme (2010) : Nell Sweetzer
  - Le Dernier Exorcisme 2 (2013) : Nell Sweetzer

- Brit Marling dans :
  - Another Earth (2011) : Rhoda Williams
  - Arbitrage (2012) : Brooke Miller

- Abbie Cornish dans : 
  - Sucker Punch (2011) : Sweet Pea
  - Three Billboards : Les Panneaux de la vengeance (2018) : Anne Willoughby

- Gillian Jacobs dans : 
  - Blackout total (2014) : Rose
  - Mère incontrôlable à la fac (2018) : Helen

- Àstrid Bergès-Frisbey dans :
  - Le Roi Arthur : La Légende d'Excalibur (2017) : la mage
  - Braquage final (2021) : Lorraine

- Tilda Cobham-Hervey dans :
  - Attaque à Mumbai (2018) : Sally
  - Face à la mer : L'Histoire de Trudy Ederle (2024) : Margaret « Meg » Ederle

- 1994 : Les Quatre Filles du docteur March : Amy March jeune (Kirsten Dunst)
- 2001 : Chevalier : ? (?)
- 2002 : Yossi et Jagger : Yaeli (Aya Koren)
- 2002 : Plus jamais : ? (?)
- 2005 : Shérif, fais-moi peur : Annette (Jacqui Maxwell)
- 2006 : Black Book : Rachel Stein / Ellis de Vries (Carice van Houten)
- 2007 : Reviens-moi : Briony Tallis à 18 ans (Romola Garai)
- 2008 : Mensonges d'État : Aïsha (Golshifteh Farahani)
- 2009 : Mission-G : Marcie (Kelli Garner)
- 2009 : Dancing Girls : Lauryn Kirk (Mary Elizabeth Winstead)
- 2009 : Obsessed : Sharon (Beyoncé Knowles)
- 2009 : Chloé : Chloé (Amanda Seyfried)
- 2009 : Confessions d'une accro du shopping : Suze Cleath-Stuart (Krysten Ritter)
- 2010 : Le Choc des Titans : Andromède (Alexa Davalos)
- 2010 : 127 Heures : Megan (Amber Tamblyn)
- 2010 : Shutter Island : Dolores Chanal (Michelle Williams)
- 2011 : Le Rite : Angeline (Alice Braga)
- 2011 : Les Marches du pouvoir : Molly Stearns (Evan Rachel Wood)
- 2011 : Bienvenue à Monte-Carlo : Grace Bennett / Cordelia Winthrop Scott (Selena Gomez)
- 2012 : The Master : Peggy Dodd (Amy Adams)
- 2012 : Rock Forever : Constance Sack (Malin Åkerman)
- 2012 : Passion : Dani (Karoline Herfurth)
- 2012 : Cold Blood : Liza (Olivia Wilde)
- 2013 : Les Sorcières de Zugarramurdi : Eva (Carolina Bang)
- 2013 : RIPD : Brigade fantôme : Julia (Stephanie Szostak)
- 2013 : Grand Piano : Emma Selznick (Kerry Bishé)
- 2013 : Le Cinquième Pouvoir : Anke (Alicia Vikander)
- 2014 : Still Alice : Anna Howland (Kate Bosworth)
- 2015 : Diversion : Jess Barrett (Margot Robbie)
- 2015 : Le Dernier Loup : Gasma (Ankhnyam Ragchaa)
- 2016 : Absolutely Fabulous, le film : Saffron « Saffy » Monsoon (Julia Sawalha)
- 2017 : Wonder Woman : Isabel Maru / Dr. Poison (Elena Anaya)
- 2018 : Mute : Naadirah (Seyneb Saleh (en))
- 2018 : Hurricane : Casey (Maggie Grace)
- 2018 : Outlaw King : Le Roi hors-la-loi : la reine d’Écosse Élisabeth de Bourg (Florence Pugh)
- 2018 : Ma vie avec John F. Donovan : Mme Kureishi (Amara Karan)
- 2018 : Silvio et les Autres : Kira (Kasia Smutniak)
- 2019 : Aladdin : Dalia (Nasim Pedrad)
- 2021 : Fou de toi : Carla (Susana Abaitua)
- 2021 : The Voyeurs : Julia (Natasha Liu Bordizzo)
- 2021 : L'Étau de Munich : Pamela Legat (Jessica Brown Findlay)
- 2021 : Many Saints of Newark - Une histoire des Soprano : Giuseppina Bruno (Michela De Rossi)
- 2022 : Sous sa coupe (es) : Sofía (Cumelén Sanz (es))
- 2022 : Don't Worry Darling : Gigi, la showgirl (Dita von Teese)
- 2022 : Les Nuits de Mashhad : Arezoo Rahimi (Zar Amir Ebrahimi)
- 2023 : Ce sera toi (es) : Lucía (Silvia Alonso)
- 2023 : L'Horloge (en) : Ella Patel (Dianna Agron)
- 2023 : À la gorge : Beyza (Funda Eryiğit (tr))
- 2023 : Godzilla Minus One : Sumiko Ōta (Sakura Andō)
- 2023 : Le Lapin de velours (en) : la mère de William (Samantha Colley (en))
- 2023 : Paysage à la main invisible (en) : ? (?)
- 2024 : Le Ministère de la Sale Guerre : Marjorie Stewart (Eiza González)
- 2024 : Boy Kills World : June 27 (Jessica Rothe)
- 2024 : Marie : Anne (Hilla Vidor)

#### Films d'animation
- 1997[n 1] : Neon Genesis Evangelion: Death and Rebirth : Rei Ayanami
- 1997[n 1] : The End of Evangelion : Rei Ayanami / Yui Ikari
- 2007[n 2] : Evangelion: 1.0 You Are (Not) Alone : Rei Ayanami
- 2008 : La Fée Clochette : Vidia, la fée des vents
- 2009[n 2] : Evangelion: 2.0 You Can (Not) Advance : Rei Ayanami
- 2010 : Clochette et l'Expédition féerique : Vidia
- 2011 : Clochette et le Tournoi des fées : Vidia
- 2011 : Rio : Linda
- 2012 : Clochette et le Secret des fées : Vidia
- 2012[n 2] : Evangelion: 3.0 You Can (Not) Redo : Rei Ayanami
- 2014 : Clochette et la Fée pirate : Vidia
- 2014 : Clochette et la Créature légendaire : Vidia
- 2014 : Rio 2 : Linda
- 2014 : Les Nouveaux Héros : Honey Lemon
- 2015 : Dofus, livre 1 : Julith : Bakara
- 2017 : Ferdinand : Greta
- 2017 : Animal Crackers : Zoe Huntington[n 3]
- 2018 : Ralph 2.0 : Shank (chant)
- 2019 : Wonder Woman: Bloodlines : Dr Poison
- 2021 : Le Sommet des dieux : Ryoko[13] (création de voix)
- 2021 : Evangelion: 3.0+1.0 Thrice Upon a Time : Rei Ayanami
- 2021 : Retour au bercail : Maddie[n 4]
- 2023 : Le Royaume de Kensuké : la mère de Michael[n 5]
- 2025 : La Rose de Versailles (en) : Marie Antoinette[n 6]

### Télévision

#### Téléfilms
- Tammin Sursok dans :
  - La Tueuse en rouge (2018) : Christa
  - Dans la peau de ma fille (2023) : Renee
- 2003 : Pancho Villa : Teddy Sampson (Alexa Davalos)
- 2013 : Un dernier tour pour Noël : Natalie Springer (Mandy Moore)
- 2015 : Un mouton nommé Elvis : Julia (Julia Koschitz)
- 2017 : The Wizard of Lies : Stephanie Madoff (Kristen Connolly)
- 2021 : S'échapper à tout prix : Natalie (Emily Sweet)
- 2021 : Entretien avec un manipulateur narcissique : Kenzie (Tahnee Harrison)

#### Séries télévisées
- Evan Rachel Wood dans  :
  - Profiler (1998-1999) : Chloe Waters #2 (6 épisodes)
  - True Blood (2009-2011) : Sophie-Anne Leclerq, reine de Louisiane (8 épisodes)
  - Mildred Pierce (2011) : Veda Pierce (mini-série)
  - Westworld (2016-2022) : Dolores Abernath (35 épisodes)

- Brie Larson dans :
  - United States of Tara (2009-2011) : Kate Gregson (36 épisodes)
  - Miss Marvel (2022) : Carol Danvers / Captain Marvel (mini-série, caméo scène post-générique de l'épisode 6)
  - Lessons in Chemistry (2023) : Elizabeth Zott
  - The Bear (2025) : Francie Fak (saison 4, épisode 7)

- Natalie Martinez dans :
  - Detroit 1-8-7 (2010-2011) : l’inspecteur Ariana Sanchez (18 épisodes)
  - Les Experts : Manhattan (2012-2013) : l'inspecteur Jamie Lovato (12 épisodes)
  - Secrets and Lies (2015) : Jessica « Jess » Murphy (10 épisodes)

- Lucy Hale dans :
  - Pretty Little Liars (2010-2017) : Aria Montgomery (160 épisodes)
  - Katy Keene (2020) : Katy Keene (13 épisodes)
  - Riverdale (2020-2021) : Katy Keene (saison 4, épisode 12 et saison 5, épisode 21)

- Caterina Scorsone dans :
  - Grey's Anatomy (depuis 2010) : Dr Amelia Shepherd (205 épisodes - en cours)
  - Private Practice (2010-2013) : Dr Amelia Shepherd (62 épisodes)
  - Grey's Anatomy : Station 19 (2020 / 2023) : Dr Amelia Shepherd (4 épisodes)

- Sophia Bush dans :
  - Partners (2012) : Ali Landow (13 épisodes)
  - Good Sam (2022) : Dr Samantha « Sam » Griffith (13 épisodes)

- Alexa Davalos dans :
  - Mob City (2013) : Jasmine Fontaine (6 épisodes)
  - FBI: Most Wanted (2021-2023) : l'agent spécial Kristin Gaines (44 épisodes)

- Riley Keough dans :
  - The Girlfriend Experience (2016) : Christine Reade (saison 1)
  - Riverdale (2018) : Laurie Lake (saison 3, épisode 7)

- Hannah Gross dans :
  - Mindhunter (2017) : Debbie Mitford (saison 1)
  - The Sinner (2018) : Marin Calhoun (saison 2)

- Rebecca Hall dans :
  - Tales from the Loop (2020) : Loretta (6 épisodes)
  - The Studio (2025) : Sarah (saison 1, épisode 6)

- 1992-2004 : Absolutely Fabulous : Saffron « Saffy » Monsoon (Julia Sawalha)
- 1996-1998 : Profiler : Chloe Waters #1 (Caitlin Wachs) (41 épisodes)
- 2003-2005 : Elisa : la comtesse Elisa Scalzi-Ristori di Rivombrosa (Vittoria Puccini) (26 épisodes)
- 2007-2008 : Compte à rebours : Luisa Oleguer (Teresa Hurtado de Ory) (29 épisodes)
- 2007-2011 : Chuck : Carina Miller (Mini Anden) (4 épisodes)
- 2007-2012 : Gossip Girl : Serena Van Der Woodsen (Blake Lively) (121 épisodes)
- 2008 : Raison et Sentiments : Lucy Steele (Anna Madeley) (mini-série)
- 2009 : Ghost Whisperer : Tina Clark (Emily Rose) (saison 5, épisode 7)
- 2009 : Sissi : Naissance d'une impératrice : Élisabeth de Wittelsbach (Cristiana Capotondi) (mini-série)
- 2009 : Bored to Death : Suzanne (Olivia Thirlby) (4 épisodes)
- 2009 : The Killing : Louise Raben (Stine Prætorius) (10 épisodes)
- 2009-2011 : Drop Dead Diva : Deb Dobkins (Brooke D'Orsay) (9 épisodes)
- 2010 : Vampire Diaries : Vanessa Monroe (Courtney Ford) (saison 2, épisode 3)
- 2010 : Dexter : Lumen Ann Pierce (Julia Stiles) (10 épisodes)
- 2010 : Weeds : Kimmi (Jamie Renée Smith) (3 épisodes)
- 2011 : Les Experts : Miami : Molly Sloan (Leven Rambin) (4 épisodes)
- 2011 : Body of Proof : Beth (Erica Piccininni) (saison 2, épisode 8)
- 2013-2016 : Sleepy Hollow : le lieutenant Grace Abigail « Abbie » Mills (Nicole Beharie) (49 épisodes)
- 2014 : Blacklist : Jolene Parker / Lucy Brooks (Rachel Brosnahan) (6 épisodes)
- 2014 : Supernatural : Alex Jones (Katherine Ramdeen) (1re voix, saison 9)
- 2014 : Fleming : L'Homme qui voulait être James Bond : Ann O'Neill (Lara Pulver) (mini-série)
- 2015-2016 : Good Girls Revolt : Nora Ephron (Grace Gummer) (3 épisodes)
- 2016 : The Night Manager : L'Espion aux deux visages : Jed Marshall (Elizabeth Debicki) (mini-série)
- 2016 : Les Mystères de Londres : l'officier Adelaide Stratton (Rebecca Liddiard (en)) (mini-série)
- 2017 : Commissaire Bancroft : l'inspecteur Katherine Stevens (Faye Marsay) (4 épisodes)
- 2017-2018 : Genius  : Mileva Maric (Samantha Colley (en)) (14 épisodes)
- 2018 : Collateral : Kip Glaspie (Carey Mulligan) (mini-série)
- 2018 : UnREAL : Serena Wolcott (Caitlin Fitzgerald) (10 épisodes)
- 2018-2019 : Star : Megan Jetter (Lyndie Greenwood) (5 épisodes)
- 2019 : Ray Donovan : Liberty Larson (Louisa Krause) (4 épisodes)
- 2019 : Good Omens : Anathema Device (Adria Arjona)
- 2020 : Hollywood : Claire Wood (Samara Weaving) (mini-série)
- 2020 : Altered Carbon : Danica Harlan (Lela Loren) (8 épisodes)
- 2020 : The Plot Against America : Elisabeth « Bess » Levin (Zoe Kazan) (mini-série)
- 2020 : Flesh and Blood : Natalie (Lydia Leonard)
- 2020-2021 : The Chi : Imani (Jasmine Davis) (13 épisodes)
- 2020-2021 : Black Space : Morag Shmuel (Reut Alush) (8 épisodes)
- 2021 : La Famille Upshaw : Amy Holmes (Jessica Morris) (saison 1, épisode 4)
- 2021 : Brand New Cherry Flavor : Elisabeth « Lisa » Nova (Rosa Salazar) (mini-série)
- 2021 : Modern Love : Zoe (Zoë Chao) (saison 2, épisode 2)
- 2021 : Des liens trop étroits : Connie Mortensen (Denise Gough) (mini-série)
- 2021 : Mr. Corman : Lindsey (Emily Tremaine)
- 2022 : Vikings: Valhalla : la Laeknir (Jane McGrath)
- 2022 : Blood, Sex and Royalty : Ann Boleyn (Amy James-Kelly)
- 2022 : La Nuit où Laurier Gaudreault s'est réveillé : Chantal Gladu (Magalie Lépine-Blondeau) (mini-série)
- depuis 2022 : Le Chemin de l'olivier : Ada Korkmaz (Tuba Büyüküstün)
- depuis 2022 : Le Seigneur des anneaux : Les Anneaux de Pouvoir : Bronwyn (Nazanin Boniadi)
- 2023 : The Curse : Whitney Siegel (Emma Stone)
- 2023 : The Woman in the Wall (en) : Olivia (Alexandra Moloney)
- 2024 : Mary and George : Sandie Brookes (Niamh Algar) (mini-série)
- 2024 : Bad Monkey : Bonnie Witt (Michelle Monaghan)
- depuis 2024 : Dune: Prophecy : la princesse Ynez (Sarah-Sofie Boussnina)
- 2025 : High Potential : Nedda Donovan (Nasim Pedrad) (saison 1, épisode 11)
- 2025 : Étoile : Geneviève Lavigne (Charlotte Gainsbourg)
- 2025 : Paradis City : Eva Basarto Henriksson (Louise Peterhoff)

#### Séries d'animation
- 1995-1996[n 1] : Neon Genesis Evangelion : Yui Ikari / Rei Ayanami
- 1998-2002 : Papyrus : Théti-Chéri (création de voix)
- 2002 : Esprit fantômes : Morgane (création de voix - saison 1, épisode 1)
- 2008-2011 : Super Bizz ! : Penny
- 2009-2010 : Bunny Maloney : Candy Bunny
- 2014 : LoliRock : Rebecca, la chercheuse en detresse (création de voix)
- 2019[n 7] : Vinland Saga : Lydia
- 2019-2022 : Undone : Alma Winograd-Diaz[n 8]
- 2021 : What If...? : Carol Danvers / Captain Marvel (3 épisodes) / Christine Palmer[n 9] (saison 1, épisode 4)
- 2021 : Battle Game in 5 Seconds (en) : ?
- 2023 : Tobie Lolness : ? (création de voix)
- 2024 : Arcane : Felicia (saison 2)

### Jeux vidéo
- 2009 : La Princesse et la Grenouille : ?
- 2017 : Star Wars Battlefront II : voix additionnelles
- 2020 : Ghost of Tsushima : voix additionnelles
- 2020 : Assassin's Creed Valhalla : voix additionnelles
- 2022 : Fortnite Chapitre 3 : Paradigme

## Voix off

### Émission
- Dopamine sur Arte[14]

### Documentaire
- "Une brève histoire de l'automobile", diffusé sur Arte[15]

### Livre audio
- Soudain, seuls d'Isabelle Autissier

### Publicité et radio
- Service civique
- NRJ (depuis 2021)

## Distinctions
- Molière du spectacle jeune public 2023 pour La Reine des neiges, l'histoire oubliée[5]